# Чемпіонат світу з футболу 1970
Чемпіонат світу з футболу 1970 року — дев'ятий чемпіонат світу серед чоловічих збірних команд з футболу, що проходив з 31 травня по 21 червня 1970 року в Мексиці, ставши таким чином першою світовою футбольною першістю, фінальну частину якої провели поза межами Європи та Південної Америки.
У фінальній грі чемпіонату зустрілися два дворазові на той час чемпіони світу — збірні Бразилії та Італії. Таким чином переможці фіналу ставали першими в історії триразовими чемпіонами світу і отримували право навіки залишити в себе Кубок Жуля Ріме, а переможці подальших світових першостей отримували вже нову версію Кубка. Завдяки впевненій перемозі з рахунком 4:1 у фінальній грі чемпіоном світу 1970 року стала збірна Бразилії, очолювана Маріо Загалло. Тогорічна бразильська команда, у складі якої виступали зокрема Пеле, Карлос Альберто, Жерсон, Жаїрзіньйо, Роберто Рівеліно та Тостао, виграла усі свої матчі під час відбіркового раунду та всі шість ігор по ходу фінального турніру. Вона неодноразово визнавалася найсильнішою командою в історії чемпіонатів світу.
Чинні на момент початку турніру чемпіони світу англійці вибули з боротьби за захист титулу вже на стадії чвертьфіналів.
Попри досить спекотну погоду під час проведення турніру та скарги деяких команд на складність грати на стадіонах, розташованих високо над рівнем моря, матчі чемпіонату відзначалися досить високою результативністю. У середньому забивалося 2,97 гола за гру, більше, ніж на двох попередніх чемпіонатах світу та на всіх подальших світових першостях.
Технологічні досягнення у сфері супутникового телебачення дозволили привернути до матчів турніру, які транслювалися наживо у багатьох куточках світу, рекордну на той час телевізійну аудиторію.

## Вибір країни-господарки
Рішення про проведення світової футбольної першості 1970 року в Мексиці ухвалили на конгресі ФІФА в Токіо 8 жовтня 1964 року. Єдиною альтернативною заявкою була заявка від Аргентини, якій згодом доручили проведення чемпіонату світу 1978 року. Фінальний турнір 1970 року став першим, проведеним поза Європою і Південною Америкою. Через 16 років Мексика після відмови Колумбії, яка стикнулася із фінансовими складнощами, прийняла світовий чемпіонат 1986 року, ставши першою країною, у якій цей турнір провели двічі.

## Кваліфікаційний раунд і учасники

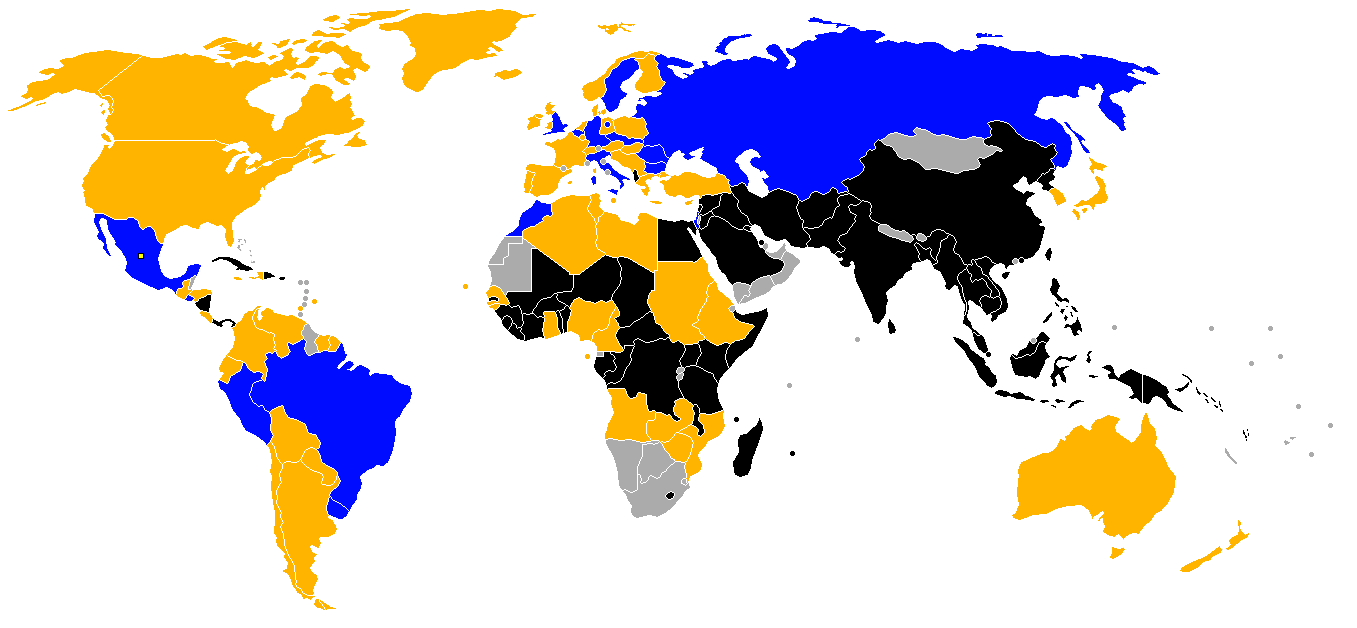
Країни, збірні яких кваліфікувалися на чемпіонат світу
Країни, чиї збірні не кваліфікувалися
Країни, чиї збірні не брали участі у відборі
Країни, що не входили до ФІФА

Господарі турніру збірна Мексики і чинний чемпіон світу збірна Англії кваліфікувалися автоматично, без участі у відбірковому раунді. Бажання позмагатися за решту 14 місць у фінальній частині світової першості висловили рекордні на той час 73 національні команди. Після відмов в участі з боку ФІФА й дискваліфікації залишилося 68 команд, що взяли участь у матчах відбору, включаючи вісім команд, для яких це була перша спроба пробитися до фінальної частини світової першості. Причому для однієї з них, збірної Сальвадору, перша ж спробу виходу на чемпіонат світу виявилася успішною.
14 місць у фінальній частині футбольної першості світу, за які змагались учасники відбору, розподілили між континентальними конфедераціями таким чином: вісім місць для представників європейської УЄФА, три для південноамериканської КОНМЕБОЛ, по одному для африканської КАФ та північноамериканської КОНКАКАФ, а останню путівку мали розіграти між собою найкращі команди азійської АФК та ОФК, конфедерації Австралії і Океанії. Уперше Африка отримала гарантоване місце у фінальній частині чемпіонату світу, що стало реакцією ФІФА на бойкот відбору на попередню світову першість африканськими командами через наявність квоти лише в одне місце у фінальній частині для всіх країн Африки, Азії та Океанії.
Жеребкування відбіркового турніру відбулося 1 лютого 1968 року в марокканській Касабланці, а безпосередньо відбіркові ігри проходили з травня 1968 по грудень 1969. У відборі не взяв участь чвертьфіналіст попереднього чемпіонату світу збірна КНДР, яку було дискваліфіковано через відмову грати проти збірної Ізраїлю з політичних причин.
У зоні відбору КОНКАКАФ на етапі півфіналу зійшлися збірні Сальвадору і Гондурасу, протистояння яких відбувалося на тлі політичної кризи у стосунках між двома державами і стало каталізатором чотириденного збройного конфлікту між ними у липні 1969 року, що став відомим як Футбольна війна і жертвами якого стали до двох тисяч осіб.
Половина команд, які успішно подолали відбірковий турнір, були учасниками попереднього чемпіонату світу, три команди (Сальвадор, Ізраїль і Марокко) уперше пробилися на мундіаль, а команди Перу, Румунії, Бельгії і Швеції поверталися на світову першість після перерв, які тривали відповідно з розіграшів 1930, 1938, 1954 і 1958 років.

### Учасники
Наступні команди кваліфікувалися для участі у фінальному турнірі:
| АФК (1) - Ізраїль КАФ (1) - Марокко ОФК (0) - не кваліфікувалися | КОНКАКАФ (2) - Сальвадор - Мексика (господарі) КОНМЕБОЛ (3) - Бразилія - Перу - Уругвай | УЄФА (9) - Бельгія - Болгарія - Чехословаччина - Англія (чинні чемпіони) - Італія - Румунія - СРСР - Швеція - ФРН |  |

## Формат
Формат турніру був загалом аналогічним тому, що використовувався на попередньому чемпіонаті світу — на першому етапі змагання відбувалися у чотирьох групах по чотири команди, які проводили з кожним із суперників по групі по одній грі. За перемогу нараховувалося два очки, за нічию — одне. До стадії плей-оф з кожної групи виходили по дві команди, що набрали найбільшу кількість очок. За рівності очок у двох і більше команд розподіл підсумкових місць у групі визначався різницею забитих і пропущених голів (до цього у подібних випадках на попередніх чемпіонатах світу використовувалося співвідношення забитих і пропущених голів).
Другий етап змагання, до якого виходили вісім команд, відбувався за олімпійською системою і складався з чвертьфіналів, півфіналів, матчу за третє місце і фіналу. У випадку нічиєї в основний час гри передбачалися 30 хвилин додаткового часу. Якщо б і він не визначив переможця, у випадку фінальної гри було б призначено перегравання, а на решті етапів плей-оф переможця б визначив жереб. Утім на практиці в усіх трьох іграх стадії плей-оф, де основний час гри завершився внічию, переможця визначили в додатковий час (включаючи півфінал Італія — ФРН, де в додаткові пів години забили відразу п'ять м'ячів).
Ключовою відмінністю від попередніх світових першостей стало запровадження права проведення кожною командою по ходу гри двох замін, що у тому числі мало запобігти ситуаціям, які не були рідкістю на чемпіонатах світу, коли травмований гравець був змушений продовжувати гру з ризиком ускладнення травми або залишав поле, лишаючи свою команду у меншості.

## Міста та стадіони
Для проведення матчів чемпіонату світу 1970 року були обрані п'ять стадіонів у п'яти мексиканських містах. Також розглядалися альтернативні арени в штаті Ідальго та портовому місці Веракрус. Ігри групового етапу в кожній із груп проводилися в одному місті за виключенням Групи 2, матчі якої прийняли Пуебла і Толука-де-Лердо. Більшість стадіонів, які приймали світову першість, крім Естадіо Луїс Досаль, були побудовані у 1960-х роках в рамках підготовки Мексики до самого футбольного турніру, а також Літньої Олімпіади 1968 року.
Найбільшою ареною, що приймала ігри чемпіонату, була столична Ацтека з місткістю понад 100 тисяч глядачів, на якій відбулося десять матчів, включаючи усі ігри Групи 1, в якій змагалися господарі турніру, а також матч за третє місце і фінал. Стадіон Халіско у Гвадалахарі став місцем проведення восьми ігор, у тому числі усіх ігор Групи 3 та півфіналу. На Естадіо Ноу Камп у Леоні глядачі спостерігали за усіма іграми Групи 4 та чвертьфіналом (сім ігор загалом). Ще чотири гри прийняв Естадіо Луїс Досаль у Толуці, а на стадіоні Куаутемок відбулося лише три гри Групи 2, і він став єдиною ареною, де не було проведено жодного матчу стадії плей-оф.
Особливістю фінальної частини чемпіонату 1970 року було розташування усіх без виключення стадіонів турніру на значній висоті над рівнем моря, яка варіювалася від 1,5 тисячі метрів (Гвадалахара) до понад 2,6 тисячі метрів (Толука-де-Лердо). Крім того, у період проведення турніру регіон характеризувався спекотним і вологим кліматом з денною температурою понад 30 °C та регулярними дощами. Враховуючи ці особливості, більшість команд-учасниць завчасно прибули до Мексики аби звикнути до цих умов до початку турніру. Деякі із учасників турніру вже мали досвід виступів за таких умов, адже брали участь у футбольному турнірі Олімпійських ігор 1968 року.
| Мехіко                                         | Гвадалахара       | Пуебла            | Толука-де-Лердо     | Леон              |
| ---------------------------------------------- | ----------------- | ----------------- | ------------------- | ----------------- |
| Ацтека                                         | Халіско           | Куаутемок         | Естадіо Луїс Досаль | Естадіо Ноу Камп  |
| Місткість: 107,247                             | Місткість: 71,100 | Місткість: 35,563 | Місткість: 26,900   | Місткість: 23,609 |
|                                                |                   |                   |                     |                   |
| Гвадалахара Леон Мехіко Пуебла Толука-де-Лердо |                   |                   |                     |                   |

## Жеребкування
Для визначення складу груп на груповому етапі 10 січня 1970 року було проведено жеребкування. Для цього 16 команд-учасниць були розподілені по чотирьох кошиках по чотири команди в кожному за загалом географічним принципом, при цьому також намагалися врахувати силу команд та навіть політичні міркування. Зокрема збірні Ізраїлю і Марокко були включені до одного кошику, що унеможливлювало їх потрапляння до однієї групи, адже представники Марокко погрожували знятися зі змагання у випадку необхідності грати проти команди невизнаного арабським світу Ізраїлю, аналогічно до того як вони вчинили двома роками раніше після жеребкування олімпійського футбольного турніру.
| Кошик 1: Європа I                               | Кошик 2: Америка                                  | Кошик 3: Європа II                             | Кошик 4: Решта світу                      |
| ----------------------------------------------- | ------------------------------------------------- | ---------------------------------------------- | ----------------------------------------- |
| - Англія (чинні чемпіони) - Італія - СРСР - ФРН | - Бразилія - Мексика (господарі) - Перу - Уругвай | - Бельгія - Болгарія - Чехословаччина - Швеція | - Сальвадор - Ізраїль - Марокко - Румунія |

До проведення жеребкування було визначено, що ігри Групи 1 пройдуть у Мехіко, Групи 2 — у Пуеблі і Толуці, Групи 3 — у Гвадалахарі, а Групи 4 — у Леоні. Крім того, заздалегідь господарям, збірній Мексики, відвели місце у Групі 1, аби за її грою могла поспостерігати найбільша кількість уболівальників, а чинні чемпіони, збірна Англії, отримали місце у Групі 3, ігри якої приймала друга за місткістю арена турніру у Гвадалахарі.

## Склади команд
Усі збірні скористалися правом заявити на турнір по 22 гравці за виключенням збірної Марокко, до складу якої було включено лише 19 футболістів.

## Груповий етап

### Група 1
Учасниками змагання в групі були господарі турніру збірна Мексика та команди СРСР, Бельгії і Сальвадору. Переможцями групи стали радянські і мексиканські футболісти, які набрали однакову кількість очок.
Абсолютний новачок фінальних частин чемпіонатів світу, збірна Сальвадору, посіла останнє місце, програвши всі три матчі й не забивши жодного гола при дев'яти пропущених.
| Поз | Команда   | І | В | Н | П | ГЗ | ГП | РГ | О | Кваліфікація     |
| --- | --------- | - | - | - | - | -- | -- | -- | - | ---------------- |
| 1   | СРСР      | 3 | 2 | 1 | 0 | 6  | 1  | +5 | 5 | Вихід до плей-оф |
| 2   | Мексика   | 3 | 2 | 1 | 0 | 5  | 0  | +5 | 5 | Вихід до плей-оф |
| 3   | Бельгія   | 3 | 1 | 0 | 2 | 4  | 5  | −1 | 2 |                  |
| 4   | Сальвадор | 3 | 0 | 0 | 3 | 0  | 9  | −9 | 0 |                  |

1. 1 2  Збірні СРСР та Мексики набрали однакову кількість очок і мали однакову різницю забитих і пропущених голів, тому їх місця у підсумковій таблиці були визначені жеребкуванням.

| 31 травня 1970 12:00 |

| Мексика | 0–0      | СРСР |
| ------- | -------- | ---- |
|         | Протокол |      |

| Ацтека, Мехіко Глядачів: 107,160 Арбітр: Курт Ченшер (ФРН) |

| 3 червня 1970 16:00 |

| Бельгія                            | 3–0      | Сальвадор |
| ---------------------------------- | -------- | --------- |
| Ван Мур 12', 54' Ламбер 76' (пен.) | Протокол |           |

| Ацтека, Мехіко Глядачів: 92,205 Арбітр: Андрей Редулеску (Румунія) |

| 6 червня 1970 16:00 |

| СРСР                                            | 4–1      | Бельгія    |
| ----------------------------------------------- | -------- | ---------- |
| Бишовець 14', 63' Асатіані 57' Хмельницький 76' | Протокол | Ламбер 86' |

| Ацтека, Мехіко Глядачів: 95,261 Арбітр: Рудольф Шойрер (Швейцарія) |

| 7 червня 1970 12:00 |

| Мексика                                      | 4–0      | Сальвадор |
| -------------------------------------------- | -------- | --------- |
| Вальдівія 45', 46' Фрагосо 58' Басагурен 83' | Протокол |           |

| Ацтека, Мехіко Глядачів: 103,058 Арбітр: Алі Канділь (Об'єднана Арабська Республіка) |

| 10 червня 1970 16:00 |

| СРСР              | 2–0      | Сальвадор |
| ----------------- | -------- | --------- |
| Бишовець 51', 74' | Протокол |           |

| Ацтека, Мехіко Глядачів: 89,979 Арбітр: Рафаель Ормасабаль Діас (Чилі) |

| 11 червня 1970 16:00 |

| Мексика          | 1–0      | Бельгія |
| ---------------- | -------- | ------- |
| Пенья 14' (пен.) | Протокол |         |

| Ацтека, Мехіко Глядачів: 108,192 Арбітр: Анхель Норберто Коересса (Аргентина) |

### Група 2
Учасниками змагання в групі були збірні Ізраїлю, Італії, Уругваю і Швеції. Переможцями групи стали італійці, а друге місце і, відповідно, другу путівку до стадії плей-оф з Групи 2 здобули уругвайці завдяки кращій різниці голів, ніж у Швеції.
Абсолютний новачок фінальних частин чемпіонатів світу, збірна Ізраїлю, посіла останнє місце, проте продемонструвала пристойний рівень гри, здобувши дві нічиї у трьох іграх.
| Поз | Команда | І | В | Н | П | ГЗ | ГП | РГ | О | Кваліфікація     |
| --- | ------- | - | - | - | - | -- | -- | -- | - | ---------------- |
| 1   | Італія  | 3 | 1 | 2 | 0 | 1  | 0  | +1 | 4 | Вихід до плей-оф |
| 2   | Уругвай | 3 | 1 | 1 | 1 | 2  | 1  | +1 | 3 | Вихід до плей-оф |
| 3   | Швеція  | 3 | 1 | 1 | 1 | 2  | 2  | 0  | 3 |                  |
| 4   | Ізраїль | 3 | 0 | 2 | 1 | 1  | 3  | −2 | 2 |                  |

| 2 червня 1970 16:00 |

| Уругвай                | 2–0      | Ізраїль |
| ---------------------- | -------- | ------- |
| Манейро 23' Мухіка 50' | Протокол |         |

| Куаутемок, Пуебла Глядачів: 20,654 Арбітр: Боббі Девідсон (Шотландія) |

| 3 червня 1970 16:00 |

| Італія        | 1–0      | Швеція |
| ------------- | -------- | ------ |
| Доменгіні 10' | Протокол |        |

| Немесіо Діес, Толука-де-Лердо Глядачів: 13,433 Арбітр: Джек Тейлор (Англія) |

| 6 червня 1970 16:00 |

| Уругвай | 0–0      | Італія |
| ------- | -------- | ------ |
|         | Протокол |        |

| Куаутемок, Пуебла Глядачів: 29,968 Арбітр: Руді Глекнер (НДР) |

| 7 червня 1970 12:00 |

| Швеція       | 1–1      | Ізраїль     |
| ------------ | -------- | ----------- |
| Турессон 53' | Протокол | Шпіглер 56' |

| Немесіо Діес, Толука-де-Лердо Глядачів: 9,624 Арбітр: Сеюм Тарекегн (Ефіопія) |

| 10 червня 1970 16:00 |

| Швеція   | 1-0      | Уругвай |
| -------- | -------- | ------- |
| Гран 90' | Протокол |         |

| Куаутемок, Пуебла Глядачів: 18,163 Арбітр: Генрі Ландауер (США) |

| 11 червня 1970 16:00 |

| Італія | 0–0      | Ізраїль |
| ------ | -------- | ------- |
|        | Протокол |         |

| Немесіо Діес, Толука-де-Лердо Глядачів: 9,890 Арбітр: Айртон Віейра де Мораес (Бразилія) |

### Група 3
Учасниками змагання в групі були переможці двох останніх світових першостей, збірні Бразилії та Англії, а також команди Румунії і Чехословаччини. До стадії плей-оф вийшли обидва номінальні фаворити, причому бразильці з першого місця завдяки перемозі в очній зустрічі проти англійців.
| Поз | Команда        | І | В | Н | П | ГЗ | ГП | РГ | О | Кваліфікація     |
| --- | -------------- | - | - | - | - | -- | -- | -- | - | ---------------- |
| 1   | Бразилія       | 3 | 3 | 0 | 0 | 8  | 3  | +5 | 6 | Вихід до плей-оф |
| 2   | Англія         | 3 | 2 | 0 | 1 | 2  | 1  | +1 | 4 | Вихід до плей-оф |
| 3   | Румунія        | 3 | 1 | 0 | 2 | 4  | 5  | −1 | 2 |                  |
| 4   | Чехословаччина | 3 | 0 | 0 | 3 | 2  | 7  | −5 | 0 |                  |

| 2 червня 1970 16:00 |

| Англія    | 1–0      | Румунія |
| --------- | -------- | ------- |
| Герст 65' | Протокол |         |

| Халіско, Гвадалахара Глядачів: 50,560 Арбітр: Віталь Лоро (Бельгія) |

| 3 червня 1970 16:00 |

| Бразилія                                  | 4–1      | Чехословаччина |
| ----------------------------------------- | -------- | -------------- |
| Рівеліно 24' Пеле 59' Жаїрзіньйо 61', 83' | Протокол | Петраш 11'     |

| Халіско, Гвадалахара Глядачів: 52,897 Арбітр: Рамон Баррето (Уругвай) |

| 6 червня 1970 16:00 |

| Румунія                       | 2–1      | Чехословаччина |
| ----------------------------- | -------- | -------------- |
| Нягу 52' Думітраке 75' (пен.) | Протокол | Петраш 5'      |

| Халіско, Гвадалахара Глядачів: 56,818 Арбітр: Дієго Де Лео (Мексика) |

| 7 червня 1970 12:00 |

| Бразилія       | 1–0      | Англія |
| -------------- | -------- | ------ |
| Жаїрзіньйо 59' | Протокол |        |

| Халіско, Гвадалахара Глядачів: 66,843 Арбітр: Абрахам Кляйн (Ізраїль) |

| 10 червня 1970 16:00 |

| Бразилія                     | 3–2      | Румунія                        |
| ---------------------------- | -------- | ------------------------------ |
| Пеле 19', 67' Жаїрзіньйо 22' | Протокол | Думітраке 34' Дембровський 84' |

| Халіско, Гвадалахара Глядачів: 50,804 Арбітр: Фердинанд Маршал (Австрія) |

| 11 червня 1970 16:00 |

| Англія           | 1–0      | Чехословаччина |
| ---------------- | -------- | -------------- |
| Кларк 50' (пен.) | Протокол |                |

| Халіско, Гвадалахара Глядачів: 49,292 Арбітр: Роже Машин (Франція) |

### Група 4
Учасниками змагання в групі були команди ФРН, Болгарії, Перу і Марокко. Путівки до стадії плей-оф здобули західнонімецькі і перуанські футболісти.
Абсолютний новачок фінальних частин чемпіонатів світу, збірна Марокко, до плей-оф не вийшла, проте здобула свою історичну першу нічию в рамках фінальних частин чемпіонатів світу, розділивши очки у грі з Болгарією.
| Поз | Команда  | І | В | Н | П | ГЗ | ГП | РГ | О | Кваліфікація     |
| --- | -------- | - | - | - | - | -- | -- | -- | - | ---------------- |
| 1   | ФРН      | 3 | 3 | 0 | 0 | 10 | 4  | +6 | 6 | Вихід до плей-оф |
| 2   | Перу     | 3 | 2 | 0 | 1 | 7  | 5  | +2 | 4 | Вихід до плей-оф |
| 3   | Болгарія | 3 | 0 | 1 | 2 | 5  | 9  | −4 | 1 |                  |
| 4   | Марокко  | 3 | 0 | 1 | 2 | 2  | 6  | −4 | 1 |                  |

| 2 червня 1970 16:00 |

| Перу                                   | 3–2      | Болгарія                  |
| -------------------------------------- | -------- | ------------------------- |
| Гальярдо 50' Чумпітас 55' Кубільяс 73' | Протокол | Дерменджиєв 13' Бонєв 49' |

| Естадіо Ноу Камп, Леон Глядачів: 13,765 Арбітр: Антоніо Сбарделла (Італія) |

| 3 червня 1970 16:00 |

| ФРН                   | 2–1      | Марокко   |
| --------------------- | -------- | --------- |
| Зеелер 56' Мюллер 80' | Протокол | Жарір 21' |

| Естадіо Ноу Камп, Леон Глядачів: 12,942 Арбітр: Лауренс ван Равенс (Нідерланди) |

| 6 червня 1970 16:00 |

| Перу                        | 3–0      | Марокко |
| --------------------------- | -------- | ------- |
| Кубільяс 65', 75' Чальє 67' | Протокол |         |

| Естадіо Ноу Камп, Леон Глядачів: 13,537 Арбітр: Бахрамов Тофік Бахрам-огли (СРСР) |

| 7 червня 1970 12:00 |

| ФРН                                               | 5–2      | Болгарія                |
| ------------------------------------------------- | -------- | ----------------------- |
| Лібуда 20' Мюллер 27', 52' (пен.), 88' Зеелер 67' | Протокол | Никодимов 12' Колев 89' |

| Естадіо Ноу Камп, Леон Глядачів: 12,710 Арбітр: Хосе Марія Ортіс де Мендібіль (Іспанія) |

| 10 червня 1970 16:00 |

| ФРН                  | 3–1      | Перу         |
| -------------------- | -------- | ------------ |
| Мюллер 19', 26', 39' | Протокол | Кубільяс 44' |

| Естадіо Ноу Камп, Леон Глядачів: 17,875 Арбітр: Абель Агілар Елісальде (Мексика) |

| 11 червня 1970 16:00 |

| Болгарія  | 1–1      | Марокко     |
| --------- | -------- | ----------- |
| Жечев 40' | Протокол | Газуані 61' |

| Естадіо Ноу Камп, Леон Глядачів: 12,299 Арбітр: Антоніу Салданья Рібейру (Португалія) |

## Плей-оф

### Турнірна піраміда
|  | Чвертьфінали            | Чвертьфінали       |                         |     | Півфінали   | Півфінали   |  |  | Фінал              | Фінал |
|  |                         |                    |                         |     |             |             |  |  |                    |       |
|  | 14 червня – Мехіко      |                    |                         |     |             |             |  |  |                    |       |
|  |                         |                    |                         |     |             |             |  |  |                    |       |
|  | СРСР                    | 0                  |                         |     |             |             |  |  |                    |       |
|  | СРСР                    | 0                  | 17 червня — Гвадалахара |     |             |             |  |  |                    |       |
|  | Уругвай дч              | 1                  |                         |     |             |             |  |  |                    |       |
|  | Уругвай дч              | 1                  | Уругвай                 | 1   |             |             |  |  |                    |       |
|  | 14 червня — Гвадалахара |                    | Уругвай                 | 1   |             |             |  |  |                    |       |
|  |                         | Бразилія           | 3                       |     |             |             |  |  |                    |       |
|  | Бразилія                | Бразилія           | 3                       | 4   |             |             |  |  |                    |       |
|  | Бразилія                |                    | 21 червня — Мехіко      | 4   |             |             |  |  |                    |       |
|  | Перу                    | 2                  |                         |     |             |             |  |  |                    |       |
|  | Перу                    | 2                  | Бразилія                | 4   |             |             |  |  |                    |       |
|  | 14 червня — Толука      |                    | Бразилія                | 4   |             |             |  |  |                    |       |
|  |                         | Італія             | 1                       |     |             |             |  |  |                    |       |
|  | Італія                  | Італія             | 1                       | 4   |             |             |  |  |                    |       |
|  | Італія                  | 17 червня — Мехіко |                         | 4   |             |             |  |  |                    |       |
|  | Мексика                 | 1                  |                         |     |             |             |  |  |                    |       |
|  | Мексика                 | 1                  | Італія дч               | 4   | Третє місце | Третє місце |  |  |                    |       |
|  | 14 червня — Леон        |                    | Італія дч               | 4   | Третє місце | Третє місце |  |  |                    |       |
|  |                         | ФРН                | 3                       |     |             |             |  |  |                    |       |
|  | ФРН дч                  | ФРН                | 3                       | 3   | Уругвай     | 0           |  |  |                    |       |
|  | ФРН дч                  |                    |                         | 3   | Уругвай     | 0           |  |  |                    |       |
|  | Англія                  | 2                  |                         | ФРН | 1           |             |  |  |                    |       |
|  | Англія                  | 2                  |                         |     | 1           |             |  |  |                    |       |
|  |                         |                    |                         |     |             |             |  |  | 20 червня — Мехіко |       |
|  |                         |                    |                         |     |             |             |  |  |                    |       |

### Чвертьфінали
| 14 червня 1970 12:00 |

| СРСР | 0–1      | Уругвай        |
| ---- | -------- | -------------- |
|      | Протокол | Еспарраго 117' |

| Ацтека, Мехіко Глядачів: 26,085 Арбітр: Лауренс ван Равенс (Нідерланди) |

| 14 червня 1970 12:00 |

| Італія                                   | 4–1      | Мексика      |
| ---------------------------------------- | -------- | ------------ |
| Гусман 25' (аг) Ріва 63', 76' Рівера 70' | Протокол | Гонсалес 13' |

| Естадіо Луїс Досаль, Толука-де-Лердо Глядачів: 26,851 Арбітр: Рудольф Шойрер (Швейцарія) |

| 14 червня 1970 12:00 |

| Бразилія                                    | 4–2      | Перу                      |
| ------------------------------------------- | -------- | ------------------------- |
| Рівеліно 11' Тостао 15', 52' Жаїрзіньйо 75' | Протокол | Гальярдо 28' Кубільяс 70' |

| Халіско, Гвадалахара Глядачів: 54,233 Арбітр: Віталь Лоро (Бельгія) |

| 14 червня 1970 12:00 |

| ФРН                                   | 3–2      | Англія                 |
| ------------------------------------- | -------- | ---------------------- |
| Бекенбауер 68' Зеелер 82' Мюллер 108' | Протокол | Маллері 31' Пітерс 49' |

| Естадіо Ноу Камп, Леон Глядачів: 23,357 Арбітр: Анхель Норберто Коересса (Аргентина) |

### Півфінали
| 17 червня 1970 16:00 |

| Бразилія                                  | 3–1      | Уругвай     |
| ----------------------------------------- | -------- | ----------- |
| Клодоалдо 44' Жаїрзіньйо 76' Рівеліно 89' | Протокол | Кубілья 19' |

| Халіско, Гвадалахара Глядачів: 51,261 Арбітр: Хосе Марія Ортіс де Мендібіль (Іспанія) |

| 17 червня 1970 16:00 |

| Італія                                          | 4–3      | ФРН                             |
| ----------------------------------------------- | -------- | ------------------------------- |
| Бонінсенья 8' Бурньїч 98' Ріва 104' Рівера 111' | Протокол | Шнеллінгер 90' Мюллер 94', 110' |

| Ацтека, Мехіко Глядачів: 102,444 Арбітр: Артуро Ямасакі (Мексика) |

### Матч за третє місце
| 20 червня 1970 16:00 |

| ФРН        | 1–0      | Уругвай |
| ---------- | -------- | ------- |
| Оверат 26' | Протокол |         |

| Ацтека, Мехіко Глядачів: 104,403 Арбітр: Антоніо Сбарделла (Італія) |

### Фінал
| 21 червня 1970 12:00 |

| Бразилія                                               | 4–1      | Італія         |
| ------------------------------------------------------ | -------- | -------------- |
| Пеле 18' Жерсон 66' Жаїрзіньйо 71' Карлос Альберто 86' | Протокол | Бонінсенья 37' |

| Ацтека, Мехіко Глядачів: 107,412 Арбітр: Руді Глекнер (ФРН) |

## Бомбардири
Найкращим бомбардиром турніру став західнонімецький футболіст Герд Мюллер, який записав до свого активу десять голів. Загалом було забито 95 голів, авторами яких стали 55 різних гравців, включаючи один автогол.
10 голів
- Герд Мюллер

7 голів
- Жаїрзіньйо

5 голів
- Теофіло Кубільяс

4 голи
- Пеле
- Анатолій Бишовець

3 голи
- Рівеліно
- Луїджі Ріва
- Уве Зеелер

2 голи
| - Рауль Ламбер - Вілфрід ван Мур - Тостао | - Ладислав Петраш - Роберто Бонінсенья - Джанні Рівера | - Хав'єр Вальдівія - Альберто Гальярдо - Флоря Думітраке |

1 гол
| - Карлос Альберто - Клодоалдо - Жерсон - Христо Бонєв - Динко Дерменджиєв - Тодор Колев - Аспарух Никодимов - Добромир Жечев - Аллан Кларк - Джефф Герст - Алан Маллері - Мартін Пітерс - Мордехай Шпіглер | - Тарчізіо Бурньїч - Анджело Доменгіні - Маухуб Газуані - Хуман Жарір - Ігнасіо Басагурен - Хав'єр Фрагосо - Хосе Луїс Гонсалес - Густаво Пенья - Роберто Чальє - Ектор Чумпітас - Емеріх Дембровський - Александру Нягу - Кахі Асатіані | - Віталій Хмельницький - Уве Гран - Том Турессон - Луїс Кубілья - Віктор Еспарраго - Ільдо Манейро - Хуан Мухіка - Франц Бекенбауер - Райнгард Лібуда - Вольфганг Оверат - Карл-Гайнц Шнеллінгер |

1 автогол
- Хав'єр Гусман (у грі проти Італії)